# Episodi di Phineas e Ferb (quarta stagione)
La quarta stagione di Phineas e Ferb va in onda dal 7 dicembre 2012 negli Stati Uniti d'America su Disney Channel. In Italia va in onda dal 29 aprile 2013 su Disney XD.
| nº | Titolo originale                                                         | Titolo italiano                           | Prima TV USA      | Prima TV Italia   |
| -- | ------------------------------------------------------------------------ | ----------------------------------------- | ----------------- | ----------------- |
| 1  | Fly On the Wall                                                          | La mosca sul muro                         | 11 gennaio 2013   | 29 aprile 2013    |
| 1  | My Sweet Ride                                                            | Una macchina per Candace                  | 1º febbraio 2013  | 6 maggio 2013     |
| 2  | For Your Ice Only                                                        | Acrobazie sul ghiaccio                    | 7 dicembre 2012   | 23 dicembre 2013  |
| 2  | Happy New Year!                                                          | Felice anno nuovo!                        | 7 dicembre 2012   | 23 dicembre 2013  |
| 3  | Bully Bust                                                               | Buford accetta la sfida                   | 18 gennaio 2013   | 13 maggio 2013    |
| 3  | Backyard Hodge Podge                                                     | Materiale da riciclo                      | 19 aprile 2013    | 3 giugno 2013     |
| 4  | Der Kinderlumper                                                         | L'orco acchiappa bimbi                    | 15 febbraio 2013  | 20 maggio 2013    |
| 4  | Just Desserts                                                            | Solo dessert                              | 5 luglio 2013     | 18 novembre 2013  |
| 5  | Bee Day                                                                  | La giornata delle api                     | 26 aprile 2013    | 4 novembre 2013   |
| 5  | Bee Story                                                                | Storia delle api                          | 26 aprile 2013    | 4 novembre 2013   |
| 6  | Sidetracked                                                              | Depistati                                 | 1º marzo 2013     | 14 luglio 2013    |
| 7  | Knot My Problem                                                          | Il nodo Gordiano                          | 5 luglio 2013     | 18 novembre 2013  |
| 7  | Mind Share                                                               | Scambio di cervelli                       | 5 aprile 2013     | 27 maggio 2013    |
| 8  | Primal Perry                                                             | Perry terapia                             | 2 marzo 2013      | 10 giugno 2013    |
| 9  | La Candace-Cabra                                                         | La Candace-cabra                          | 12 luglio 2013    | 2 dicembre 2013   |
| 9  | Happy Birthday, Isabella                                                 | Buon compleanno, Isabella                 | 12 luglio 2013    | 2 dicembre 2013   |
| 10 | Great Balls Of Water                                                     | Grandi bolle d'acqua                      | 7 giugno 2013     | 25 novembre 2013  |
| 10 | Where's Pinky?                                                           | Dov'è Pinky?                              | 7 giugno 2013     | 25 novembre 2013  |
| 11 | Phineas and Ferb: Mission Marvel                                         | Phineas e Ferb: Missione Marvel           | 16 agosto 2013    | 21 ottobre 2013   |
| 12 | Phineas and Ferb: Mission Marvel                                         | Phineas e Ferb: Missione Marvel           | 16 agosto 2013    | 21 ottobre 2013   |
| 13 | Thanks But No Thanks                                                     | Grazie, ma no grazie!                     | 13 settembre 2013 | 16 dicembre 2013  |
| 13 | Troy Story                                                               | La storia di Troia                        | 20 settembre 2013 | 16 dicembre 2013  |
| 14 | Love at First Byte                                                       | Amore al primo byte                       | 2 agosto 2013     | 9 dicembre 2013   |
| 14 | One Good Turn                                                            | Accadde nel Drusselstein                  | 9 agosto 2013     | 9 dicembre 2013   |
| 15 | Cheers For Fears                                                         | Gli scherzi della paura                   | 1º novembre 2013  | 14 aprile 2014    |
| 15 | Just Our Luck                                                            | Questione di fortuna                      | 10 gennaio 2014   | 14 aprile 2014    |
| 16 | Return Policy                                                            | Regolamento dei resi                      | 24 gennaio 2014   | 23 marzo 2015     |
| 16 | Imperfect Storm                                                          | La tempesta imperfetta                    | 11 giugno 2014    | 23 marzo 2015     |
| 17 | Steampunx                                                                | Danville, 1903                            | 15 novembre 2013  | 16 febbraio 2015  |
| 17 | It's No Picnic                                                           | Operazione picnic                         | 23 giugno 2014    | 16 febbraio 2015  |
| 18 | Terrifying Tri-State Trilogy of Terror                                   | Terrificante trilogia del terrore         | 5 ottobre 2013    | 28 ottobre 2013   |
| 19 | Drusselsteinoween                                                        | Appuntamento in maschera                  | 4 ottobre 2013    | 7 aprile 2014     |
| 19 | Face Your Fear                                                           | Affronta la tua paura                     | 11 ottobre 2013   | 7 aprile 2014     |
| 20 | The Klimpaloon Ultimatum                                                 | L'ultimatum di Klimpaloon                 | 7 luglio 2014     | 23 febbraio 2015  |
| 21 | Doof 101                                                                 | In classe con papà                        | 27 novembre 2014  | 16 marzo 2015     |
| 21 | Father's Day                                                             | La festa del papà                         | 10 giugno 2014    | 16 marzo 2015     |
| 22 | Operation Crumb Cake                                                     | Fermate la postina!                       | 14 luglio 2014    | 13 aprile 2015    |
| 22 | Mandace                                                                  | La finta Candace                          | 14 luglio 2014    | 13 aprile 2015    |
| 23 | Tales from the Resistance                                                | Storia della resistenza                   | 25 novembre 2014  | 9 marzo 2015      |
| 24 | The Return of the Rogue Rabbit                                           | Il ritorno del coniglio canaglia          | 16 giugno 2014    | 30 marzo 2015     |
| 24 | Live and Let Drive                                                       | Vivi e lascia guidare                     | 1º marzo 2014     | 30 marzo 2015     |
| 25 | Lost in Danville                                                         | Sperduti a Danville                       | 29 settembre 2014 | 2 marzo 2015      |
| 25 | The Inator Method                                                        | Il metodo inator                          | 29 settembre 2014 | 2 marzo 2015      |
| 26 | Act Your Age                                                             | Comportarsi da adulti                     | 9 febbraio 2015   | 20 aprile 2015    |
| 27 | Phineas and Ferb Save Summer                                             | Phineas e Ferb: Salviamo l'estate         | 9 giugno 2014     | 8 giugno 2015     |
| 28 | Phineas and Ferb Save Summer                                             | Phineas e Ferb: Salviamo l'estate         | 9 giugno 2014     | 8 giugno 2015     |
| 29 | Night of the Living Pharmacists                                          | La notte dei farmacisti viventi           | 12 ottobre 2014   | 31 ottobre 2014   |
| 30 | Night of the Living Pharmacists                                          | La notte dei farmacisti viventi           | 12 ottobre 2014   | 31 ottobre 2014   |
| 31 | Phineas and Ferb: Star Wars                                              | Phineas e Ferb: Star Wars                 | 26 luglio 2014    | 15 settembre 2014 |
| 32 | Phineas and Ferb: Star Wars                                              | Phineas e Ferb: Star Wars                 | 26 luglio 2014    | 15 settembre 2014 |
| 33 | The Last Day of Summer                                                   | #Ultimo giorno d'estate                   | 12 giugno 2015    | 13 settembre 2015 |
| 34 | The Last Day of Summer                                                   | #Ultimo giorno d'estate                   | 12 giugno 2015    | 13 settembre 2015 |
| 35 | O.W.C.A. Files                                                           | #Nuovi agenti animali                     | 9 novembre 2015   | 25 ottobre 2015   |
| 36 | O.W.C.A. Files                                                           | #Nuovi agenti animali                     | 9 novembre 2015   | 26 ottobre 2015   |
|    | Phineas and Ferb's Musical Cliptastic Countdown Hosted by Kelly Osbourne | Una fantastica top ten con Kelly Osbourne | 28 giugno 2013    | 11 novembre 2013  |

## La mosca sul muro
I ragazzi decidono di rinnovare il gioco dell'altalena a ruota, ma Buford stacca un pezzo da un loro congegno che spara quindi un raggio e trasforma Candace in una mosca. Nel frattempo Doofenshmirtz soffre di un blocco mentale.

## Una macchina per Candace
Tutta la città sta andando alla festa anni '50, dove si terrà una gara per il miglior veicolo d'epoca. Doofenshmirtz, che era molto affascinato dall'auto dello zio drusselstiniano, ha deciso di ricostruirla per parteciparvi. Nel frattempo Phineas e Ferb mettono a posto l'auto che loro padre ha regalato a Candace.

## Acrobazie sul ghiaccio
Luc Robitaille, famoso giocatore di Hockey, accompagna i ragazzi nella loro più recente innovazione sportiva: l'Hockey Z-9. Nel frattempo Doof crea un abominevolinator perché crede che per conquistare Danville e dintorni occorra essere più malvagi, più simili all'abominevole uomo delle nevi.

## Felice anno nuovo!
Phineas e Ferb decidono di personalizzare l'antica tradizione della New York Eve's ball drop, creando una enorme sfera multi-stanza da sparare nello spazio a mezzanotte, facendola esplodere in fuochi d'artificio. Heinz nel frattempo decide di creare un inator che farà cambiare a tutti le proposte che hanno per il nuovo anno, trasformandole in "Voglio seguire Heinz Doofenshmirtz come mio nuovo capo".

## Buford accetta la sfida
Candace fa una scommessa con Buford dicendo che lui non riuscirà a mostrare a Linda l'invenzione di Phineas e Ferb. Lui accetta e si impegna al massimo, ma il nuovo piano di Heinz Doofenshmirtz gli creerà qualche problema...

## Materiali da riciclo
Phineas e Ferb decidono di mettere insieme pezzi delle loro vecchie invenzioni riciclandole, creando una specie di parco divertimenti. Nel frattempo Doofenshmirtz è turbato dal fatto che una tecnologia da lui inventata venga usata dagli oculisti per far del bene donando la vista alle persone (anche se guadagna sui diritti), così crea un -inator che annebbia la vista delle persone, che si faranno così esaminare dai dottori che gli pagheranno sostanziosi diritti.

## L'orco acchiappabimbi
Candace decide di fare da reginetta alla corsa dei chinchillà di Danville, e per l'occasione Phineas e Ferb decidono di creare dei veicoli a tema sulle rape. Nel frattempo Doofenshmirtz riesce a trasformarsi in uno dei suoi incubi, pensando che anche Roger ne fosse spaventato, con lo scopo di prendere il controllo della città.

## Solo dessert
Candace decide di aiutare Isabella a registrare il suo audiolibro in modo da permettere a Phineas e Ferb di costruire la loro gigantesca parete per arrampicata dando la possibilità a Linda di beccarli. Nel frattempo Doofenshmirtz crea un Servi-dessert-inator che obbliga le persone che colpisce a interrompere qualsiasi attività e servire il dessert.

## La giornata delle api
Dopo aver partecipato all'apertura della giornata delle api Phineas decide di costruire una piscina come quelle per bambini per Linda, rendendola un'attrazione spettacolare. Nel frattempo Doofenshmirtz, preso anche lui dalla mania del giorno delle api, nota che tutti parlano dell'ape regina, ma nessuno dell'ape re, decidendo quindi di colmare quel vuoto di potere spruzzandosi dei ferormoni di ape addosso, in modo da poter conquistare Danville e dintorni grazie alle api. Infine Candace, dopo aver fatto un test attitudinale, scopre di essere "Emo".

## Storia delle api
Isabella e le Fireside Girls perdono le api che gli servivano per ottenere il distintivo di apicoltrici, quindi chiedono a Phineas e Ferb di farle diventare delle api. Nel frattempo Pinky il chihuahua cerca di fermare la terribile dottoressa Poofenplotz, colpevole per aver creato un crudele piano che tuttavia viene sventato.

## Depistati
Due mesi dopo una missione che Perry fallì per colpa dell'agente Lyla Lolliberry della divisione canadese dell'O.S.B.A., un'altra minaccia richiede l'intervento dell'agente P che dovrà ancora affiancarsi a Lyla. Nel frattempo Doofenshmirtz partecipa ad uno scambio di piani malvagi con il Professor Bannister che vuole rapire Albert l'alce prezioso simbolo dell'orgoglio canadese, per i suoi loschi piani.

## Il nodo Gordiano
Phineas e Ferb decidono di replicare il nodo Gordiano nel loro giardino, in modo da poterlo sciogliere, ma senza tagliarlo a metà! Nel frattempo Candace cerca di aiutare Jeremy tentando di aprire una sua piccola cassaforte. Intanto Doofenshmirtz decide di distruggere tutti i buffet "tutto ciò che riesci a mangiare" con la sua nuovissima invenzione: il mangiatutto-inator!

## Scambio di cervelli
Phineas e Ferb decidono di accettare l'invito di alcuni alieni a scambiare i loro cervelli per fare una vacanza in "condivisione mentale". Purtroppo vengono imbrogliati e finiscono in carcere, permettendo ai criminali di fuggire attraverso i loro corpi. Nel frattempo Heinz Doofenshmirtz decide di conquistare una signora conosciuta su Internet con la sua abilità di ballerino da quadriglia, e per questo si costruisce degli stivali "su misura".

## Perry terapia
Doofenshmirtz decide di assegnare il compito dell'intrappolare Perry l'ornitorinco ad un professionista (trovato su un sito Internet), che però, preso dalla sete di vendetta, cerca di uccidere Perry e Heinz. Nel frattempo Phineas e Ferb creano una macchina che permette a Baljeet di moltiplicarsi ogni volta che deve prendere delle decisioni in modo da seguire tutte le possibili linee temporali.

## Il Candace-cabra
Phineas e Ferb decidono dopo un breve racconto di Buford, di andare alla ricerca del chupacabra. Nel frattempo Doofenshmirtz decide di usare il suo scambia-posto inator per mettere i capelli ai pelati, togliendoli a chi ne ha in modo da poter vendere il suo nuovo prodotto per la crescita dei capelli.

## Buon compleanno Isabella
Phineas, Ferb e i ragazzi decidono di fare una festa a sorpresa per il compleanno di Isabella, preparandole una festa straordinaria dietro casa. Intanto Stacy decide di vedersi un horror a casa sua, "Il Rancore". Nel frattempo Heinz decide usa il suo nuovo inator per trasformare in insetti tutto ciò che non sopporta. Perry interferisce come al solito e durante il combattimento, piombano in casa di Stacy e quest'ultima scopre la doppia identità dell'ornitorinco. Dopo aver messo in fuga Heinz, Perry fa capire a Stacy che se qualcuno scoprisse la sua doppia identità o alla persona in questione sarebbe cancellata la memoria oppure l'animale avrebbe dovuto essere trasferito a un'altra famiglia. Stacy non volendo nessuna delle due cose, promette di mantenere il segreto. Tutto si conclude con Isabella che festeggia un bel compleanno e il suo desiderio di rimanere un po' con Phineas si realizza.

## Grandi bolle d'acqua
Candace sentendosi noiosa, decide di cercare di fare qualcosa di straordinario. Intanto Phineas, Ferb e i loro amici si divertono a surfare in giro per la città sopra un'immensa bolla d'acqua e Doofenshmirtz decide di usare il suo nuovo inator per confondere la commessa di un piccolo market per avere una bevanda invernale (che lui ama, ma che in estate non è venduta).

## Dov'è Pinky?
Isabella chiede a Phineas e Ferb di aiutarla a trovare Pinky, che non si era fatto vedere per tutta la mattina. Per aiutarla i fratelli costruiscono uno strumento che amplifica i sensi di Buford fino a quelli di un cane, in modo da ritrovare Pinky. Purtroppo, questo mette in pericolo le identità segrete dei due animali (dato che Perry era con Pinky). Nel frattempo Candace cerca di andare a mangiare con Jeremy al municipio, ma viene bloccata in un tour obbligatorio. Sempre nel municipio Doofenshmirtz vuole rubare l'atto di Daville e dintorni e sia Perry che Pinky vengono mandati a fermarlo.

## Phineas e Ferb: Missione Marvel
In questo special di 40 minuti Phineas e Ferb si ritroveranno ad unirsi a quattro fra i più amati supereroi della Marvel (Iron Man, Hulk, Thor e Spider-Man) contro altri quattro fra i peggiori supercattivi e Heinz. Nel fermare il piano di Doofenshmirtz di assorbire i poteri del fratello (poteri puramente politici, come inaugurare edifici, aumentare le tasse ecc.) Perry distrugge il nuovo inator di Heinz che doveva riuscire ad assorbire i poteri del fratello e immagazzinarli in un contenitore, ma l'inator riesce a
sparare un ultimo raggio che rimbalza sulla base spaziale di Phineas e Ferb colpendo i supereroi della Marvel. Lo S.H.I.E.L.D. rintraccia quindi come fonte del raggio Phineas e Ferb, decidendo di mandare da loro i supereroi per chiarire la situazione. Una volta là Phineas e Ferb tentano di ridare agli eroi i loro superpoteri, ma per colpa di Candace la situazione non fa che peggiorare (prima rimescola i poteri degli eroi e poi causa la fuoriuscita di un raggio che colpisce Baljeet trasformandolo in "Hulkjeet"), e quindi Phineas, già stressato per l'importanza della missione e per i grossi pericoli corsi, perde la pazienza con la sorella e la dispensa dalla missione rimuovendo perfino il suo accesso alla S.H.E.D. (la struttura di difesa da loro fondata per le operazioni di ripristino). Intanto i supercriminali della Marvel Teschio Rosso, MODOK, Venom e Whiplash si alleano con il dottor Doofenshmirtz. Anche Perry viene mandato da Nick Fury ad aiutare gli eroi, travestendosi da supereroe a sua volta (e scambiato da Spider-Man per Howard il papero).

### Curiosità
- Come accade per i film sui supereroi Marvel anche qui compare Stan Lee nei panni di se stesso come venditore di hot dog. Un raggio distruttore colpisce il suo carretto e lo disintegra e lui si lamenta del fatto che cose del genere (essere coinvolto con i supereroi) gli accadevano anche quando viveva a New York.

## Grazie, ma no grazie!
Candace scopre che una loro vicina ha assistito alle invenzioni dei suoi fratelli per tutta l'estate, così decide di approfittarne come testimone oculare. Nel frattempo i ragazzi inventano degli sport a piramide e Carl sorprende Mounty e Vanessa, decidendo di non dire niente a Monogram solo se Mounty riuscirà a fare dire "grazie, Carl" al maggiore.

## La storia di Troia
Candace si iscrive ad un gruppo di lettura, decidendo di leggere l'Iliade. Raccontandolo ai ragazzi, loro decidono di vedere come se la caverebbero nei panni dei personaggi del libro ricreando la battaglia di Troia. Nel frattempo Doof inventa un "riordinator" per mettere a posto tutte le cianfrusaglie che ha accumulato nel tempo.

## Amore al primo byte
Norm va insieme a Doof ad una festa dove incontra Chloe, una robot della quale si innamora. Nel frattempo Phineas e Ferb inventano il "Ferb laser", un attrezzo con il quale vogliono riempire la festa di effetti di luci.

## Accadde nel Drusselstein
Doofenshmirtz cerca di creare un incidente diplomatico fra suo fratello e l'emissario del Stumblegimp creando il suo nuovo "Ruotadinovantagradinator" per far girare Roger di 90 gradi, una grandissima offesa nello Stumblegimp. Nel frattempo Candace e Stacy partecipano alla corsa ad ostacoli di Phineas e Ferb.

## Gli scherzi della paura
Candace vuole fare un regalo speciale per Jeremy, ma non riuscendo a renderlo abbastanza decente decide (sotto consiglio di Stacy) di chiedere aiuto a Phineas e Ferb. Nel frattempo Heinz ha preso tutti i film horror della città per creare un'inator che materializza le paure peggiori delle persone.

## Questione di fortuna
Heinz inventa un congegno in grado di infliggere una buona o una cattiva fortuna alle persone con lo scopo di colpirsi con la buona fortuna e colpire suo fratello con la cattiva. Per testarlo spara un raggio di sfortuna colpendo involontariamente Phineas, Ferb e i loro amici. Testando il raggio di buona fortuna invece colpisce involontariamente Candace, che inizia a credere di riuscire finalmente a beccare i suoi due fratelli.

## Regolamento dei resi
Phineas e Ferb organizzano una gara di battute di baseball mentre Candace si ritrova in una brutta situazione riguardante degli sport acquatici ma con sorpresa sarà la prima volta incredibile ma vero a riuscire a beccare i suoi esattelli e a farli vedere a Linda.

## Danville, 1903
I ragazzi ritrovano una moneta della fiera mondiale di Danville del 1903. Questo li riporta tramite i racconti di Lawrence a quel tempo, dove tutto era spinto da motori a vapore.

## Terrificante trilogia del terrore
In questa trilogia del terrore, Candace dice involontariamente un incantesimo che trasforma il suo pupazzo di Ducky Momo in una bambola posseduta. Doofenshmirtz cerca di entrare in contatto con la misteriosa testa di bambino che fluttua, in modo da ottenere la possibilità di esprimere tre desideri. Infine Phineas, Ferb e i loro amici devono affrontare una banda di malvagi cloni viola di Perry.

## Appuntamento in maschera
Quando Doofenshmirtz eredita da una prozia un castello Vanessa coglie l'opportunità per fare la più grande festa di Halloween mai vista, invitando tutta la città. Phineas e Ferb hanno organizzato la festa e sono lì anche come DJ. Nel frattempo Heinz chiede a Perry di aiutarlo a trovare il tesoro nascosto nel castello.

## Affronta la tua paura
Dopo essersi ricordato di un film visto al drive-in, Doofenshmirtz si convince che ingigantire piccoli animali possa aiutarlo a conquistare Danville. Purtroppo ha scelto l'animale sbagliato...
Nel frattempo Phineas e Ferb costruiscono una replica del vicinato in gomma, in modo da poter andarci in skate senza preoccuparsi di farsi male.

## L'ultimatum di Klimpaloon
Episodio incentrato su Klimpaloon, il costume da bagno fuori moda che vive sull'Himalaya.

## La festa del papà
Phineas e Ferb festeggiano la festa del papà permettendogli di fare un volo su un biplano (modificato) insieme al nonno Reginald. Nel frattempo Doofenshmirtz tenta di trovare il vecchio gnomo da giardino di famiglia per ridarlo a suo padre.

## La finta Candace
Doofenshmirtz crea un -inator che lo possa mimetizzare come uomo delle consegne della pizza per tentare di avere una pizza calda, ma un colpo accidentale colpisce Candace, che decide di utilizzare il suo nuovo aspetto per vedere di cosa parlano i ragazzi.

## La notte dei farmacisti viventi
Phineas, Ferb e i loro amici, grazie a una invenzione dei due fratelli, diventano fisicamente di gomma e si divertono a saltellare. Intanto il sindaco di Danville inaugura una nuova torre idrica e Heinz vuole approfittare dell'evento per trasformare il fratello in una "cosa" orribile
grazie a un suo Inator. Nonostante Perry interviene, il raggio dell'invenzione colpisce Roger, tramutandolo in una versione zombie di Heinz. Lo scienziato non prevede però che il "clone", grazie a un semplice tocco, infetta le altre persone e Danville inizia a essere popolata da cloni di Doofsmerthiz che sanno solo dire "Tanti me". Phineas e i suoi amici riescono a raggiungere casa grazie al loro rivestimento gommoso e si barricano lì. Intanto Candace è con Vanessa e delle amiche ma vengono attaccate dai cloni. Perry tenta di contenere la situazione, dato che anche i suoi colleghi animali e il maggiore Monogram e Carl sono stati infettati, e viene aiutato dallo stesso Heinz, dato che lui non voleva tutto quello. Intanto Phineas e i suoi amici tentano di raggiungere il palazzo di Doofsmerthiz, avendo dedotto che lì è partito il raggio che ha trasformato il sindaco, ma alcuni di loro vengono trasformati in zombie-cloni e così, solo Phineas, Ferb e Isabella riescono a entrare nel palazzo e lì incontrano Candace e Vanessa. Heinz e Perry arrivano a bordo di un elicottero e mettono fuori combattimento alcuni cloni che occupavano l'area e, mentre Perry rimane nel velicolo (forse perché è svenuto o per non farsi vedere), gli altri, compreso Heinz, iniziano a costruire un congegno per portarli alla torre idrica di Danville, perché hanno dedotto che l'acqua potrebbe far ritornare le persone alla normali. I cloni-zombie iniziano a svegliarsi e Candace viene infettata mentre Phineas, Ferb e Isabella iniziano a salire sulla torre. Nel tentativo di uscire dall'elicottero, Perry viene trasformato in "Perry il farmacista". Dopo aver assistito anche alla trasformazione di Vanessa, Heiz, furioso, inizia a prendere a pugni i suoi cloni mentre i tre ragazzi vengono circondati e Ferb si sacrifica per permettere a Phineas e Isabella di salire, venendo pure lui tramutato in un clone-zombie di Heinz. Una volta giunti alla torre idrica, Isabella confessa il suo amore a Phineas e, nel tentativo di proteggerla da un clone-zombie, Phineas viene contagiato. Isabella si fa coraggio e prosegue il piano. Uno dei cloni la infetta ma, prima di trasformarsi completamente, riesce a premere il bottone per spruzzare l'acqua in tutta Danville e tutte le persone ritornano alla normalità, facendo dimenticare a Phineas e Isabella degli ultimi minuti prima della trasformazione e scordandosi così la confessione di Isabella.

## Phineas e Ferb: Star Wars
Episodio speciale di un'ora, crossover con Guerre stellari, ambientato nello stesso universo di tale saga e narrato in uno stile simile a quello della tragicommedia Rosencrantz e Guildenstern sono morti.
Molto tempo fa, in una galassia lontana lontana in estate, Phineas e Ferb vivono felicemente su Tatooine, giusto una fattoria dopo Luke Skywalker. Si ritrovano implicati nella ribellione quando i piani di far saltare in aria la Morte Nera finiscono accidentalmente sulle loro spalle. Ora che il fato li ha improvvisamente inclusi nella battaglia per la libertà, devono andare in cerca di un pilota in grado di portarli dai Ribelli in modo da poter consegnare i piani. A complicare la faccenda, Candace - la sorella dei ragazzi - ha l'intento (come gli stormtrooper) di "Beccare" i ribelli, che la spingerà ad inseguire Phineas e Ferb attraverso la galassia nella speranza di rubare i loro piani cercando di essere promossa e così essere sollevata dall'incarico che le spetta: trovare dei calzini da consegnare a Dart Fener.
Nel frattempo, sulla Morte Nera, il Dr. Darthenshmirtz (Doofenshmirtz in un costume di Dart Fener) ha creato un "Sith-inator" alimentato a Forza che vuole usare per distruggere i Ribelli. L'Agente P, lavorando sotto copertura per i Ribelli, è stato incaricato di fermarlo, ma viene intrappolato nella carbonite. Si ha una svolta sorprendente quando Ferb viene colpito accidentalmente da un raggio dell'inator di Darth Enshmirtz diventando un malvagio Sith, simile a Darth Maul.
Questo lungometraggio presenta una spiegazione a come i ribelli siano riusciti ad ottenere i piani della Morte Nera prima degli eventi del film originale, tralasciando il film Rogue One uscito anni dopo.

## Ultimo giorno d'estate
È l'ultimo giorno d'estate, quindi Phineas e Ferb decidono di dover creare la loro opera più incredibile. Nel frattempo, Candace fa una visita a Vanessa e incontra Heinz che le mostra alcuni dei suoi inator. Attratta da un congegno di nome "ricomincia la giornata inator" in grado di far ripetere i giorni all'infinito, decide di attivarlo perché vuole avere una seconda occasione per beccare i suoi fratelli, visto che sarebbe anche l'ultima. Ogni volta che il giorno ricomincia gli unici a ricordarsi che quel giorno lo hanno già vissuto sono Candace e Doofenshmirtz, questo inizialmente sembra giocare a loro favore perché possono avere sempre più occasioni per eseguire i loro interessi: da una parte Doofenshmirtz, che vuole diventare il sovrano di Danville e dintorni e dall'altra Candace che vuole far beccare i suoi fratelli. Cominceranno però ad aprirsi varchi temporali che risucchieranno oggetti o persone e dopo che questo accade nessuno si ricorda della loro esistenza. Quando per l'ennesima volta viene riavviato il giorno vengono risucchiati Phineas e Ferb e nessuno si ricorda della loro esistenza tranne Candace; dopo che lei riesce a far apprendere agli amici di Phineas l'accaduto riusciranno a entrare nel varco e trovare i due fratellastri. Nel frattempo anche Doofenshmirtz con l'aiuto di Perry e Vanessa cercherà di porre fine al riavvio infinito della giornata ricreando l'inator colpevole dell'accaduto (in quanto il precedente era stato risucchiato dal varco di luce); entrambe le squadre poi capiscono che il giorno si accorcia sempre di più e che a lungo andare questo processo avrebbe portato al completo esaurimento del tempo. Phineas e la sua squadra trovano l'inator di Doofenshmirtz, capiscono cosa sia e a cosa serva e lo attivano quando tornano a Danville attraverso uno dei varchi temporali nello stesso istante in cui Doofenshmirtz attiva la copia esatta (solo che quella di Doof non era stata collegata alla corrente quindi non è servita). Il giorno finalmente ha termine e non si ripeterà più. Essendo l'ultimo giorno d'estate Phineas e tutta la banda ricordano tutto quello che è successo loro in tutta l'estate cantando e ringraziando i telespettatori di essere rimasti con loro ed elencando nella canzone tutte le loro avventure comprese le montagne russe, il loro viaggio nella seconda dimensione e l'atteso bacio tra Phineas e Isabella (raccontato nell'episodio "Comportarsi da adulti"). L'episodio e la serie si concludono con la madre di Phineas, Ferb e Candace che chiede a tutti se gradiscono della torta. Loro accettano, e mentre stanno entrando in casa per mangiare il dolce, Phineas, l'ultimo della fila saluta i telespettatori.

## Nuovi agenti animali
Mentre Perry tenta di creare una nuova squadra anti-crimine, composta da se stesso, Karen il gatto, Harry la iena, Maggie il pappagallo e Heinz Doofenshmirtz (soprannominato l'ocelot, perché da piccolo fu adottato dagli ocelot), il malvagio Professor Parenthesis tenta di distruggere l'OSBA grazie a un esercito di pulci giganti robot e controllando mentalmente gli altri agenti animali. Alla fine il professore, che si rivela essere un robot controllato da una pulce vera, viene sconfitto grazie alla nuova squadra di Perry e all'aiuto di tre pulci aspiranti agenti.

## Una fantastica top ten con Kelly Osbourne
Il Maggiore Monogram e Heinz Doofenshmirtz tornano sul palcoscenico per presentare la nuova top-ten delle canzoni della terza e quarta stagione. Purtroppo scoprono che stavolta ci sarà principalmente Kelly Osbourne a presentare la top-ten. Come star nell'episodio ci sarà anche Maia Mitchell.